# Ar tonelico: Melody of Elemia
Ar tonelico: Melody of Elemia, sorti au Japon sous le nom Ar tonelico: Sekai no owari de utai tsuzukeru shôjo (アルトネリコ世界の終わりで詩い続ける少女, Sekai no owari de utai tsuzukeru shôjo, Ar tonelico : Celle qui continue de chanter durant la fin du monde), est un jeu vidéo de rôle de la franchise Ar tonelico développé par Gust. Un OAV inspiré du jeu vidéo sort le 22 mars 2006.

## Synopsis
Le jeu se déroule dans le monde de Sol Ciel.

## Musique
Générique de début
- 謳う丘 - Harmonics EOLIA (Utau oka - Harmonics EOLIA) chanté par Akiko Shikata

Inserts
- つがう命の声 (Tsugau inochi no koe) par Akiko Shikata
- そよかぜのうた (Soyokaze no uta) par Yuuko Ishibashi
- York of Love par Yuuko Ishibashi

Hymns
- EXEC_PURGER/.#AURICA extracting par Haruka Shimotsuki
- EXEC_LINKER/. par Haruka Shimotsuki
- EXEC_RE=NATION/. par Haruka Shimotsuki
- EXEC_SUSPEND/. par Noriko Mitose
- EXEC_RIG=VEDA/. par Noriko Mitose
- EXEC_PURGER/.#MISHA extracting par Akiko Shikata
- EXEC_CHRONICLE_KEY/. par Akiko Shikata
- EXEC_HARMONIOUS/. par Akiko Shikata
- EXEC_PHANTASMAGORIA/. par Noriko Mitose, Haruka Shimotsuki et Akiko Shikata

Génériques de fin
- EXEC_SUSPEND/. par Noriko Mitose (passage entre les phases 2 et 3)
- EXEC_RE=NATION/. par Haruka Shimotsuki (mauvaise fin de la phase 3)
- EXEC_PHANTASMAGORIA/. par Noriko Mitose, Haruka Shimotsuki et Akiko Shikata (bonnes fins de la phase 3)

## Accueil
- Jeuxvideo.com : 14/20[2]